# Вечер, Александр Степанович
Александр Степанович Вечер (25 марта 1905, Мащицы, Минская губерния, Российская империя — 4 мая 1985, Минск, БССР, СССР) — доктор биологических наук, советский и белорусский биохимик растений, академик АН БССР (1966—85) и поэт.

## Биография
Родился 25 марта 1905 года в деревне Мащицы Минской губернии (сегодня — Слуцкий район Минской области). В 1924 году поступил в Белорусскую сельскохозяйственную академию, которую он окончил в 1929 году. С 1933 по 1937 год работал в НИИ пищевой промышленности. В 1937 году решил связать свою жизнь с РСФСР и переехал в Краснодар, где сначала работал в Кубанском сельскохозяйственном институте, а в 1939 году устроился на работу в Институт пищевой промышленности в качестве заведующего кафедрой физической и коллоидной химии и проработал в данной должности 20 лет. В 1959 году решил вернуться в БССР и переехал в Минск и проработал до конца жизни. С 1959 по 1985 год заведовал отделом биохимии растений Института экспериментальной биологии, одновременно с этим с 1963 по 1985 год занимал должность профессора биохимии в БГУ.
Занимался поэтическим творчеством для ограниченного круга читателей.
Скончался 4 мая 1985 года в Минске.

## Научные работы
Основные научные работы посвящены изучению химической природы и функций пластид, химии и технологии переработки плодов и овощей, технологии виноделия. Автор свыше 420 научных работ, 6 монографий и 10 изобретений.
- Доказал эффективность получения белковых концентратов из отходов крахмального производства.
- Разработал технологию получения витамина B2 на основе микробиального синтеза.

## Избранные сочинения
- Вечер А. С. Прамысловая сушка бульбы.— Минск.: Белдзяржвыд, 1932 (в соавторстве).
- Вечер А. С. Пластиды растений, их свойства, состав и строение.— Минск.: Издательство АН Белорусской ССР, 1961.— 194 с.
- Вечер А. С. Зварот да слова: Вершы.— Минск.: Мастацкая литература, 1977.
- Вечер А. С. Основы физической биохимии растений.— Минск.: Наука и техника, 1984.

## Членство в обществах
- Председатель Белорусского биохимического общества (1965—85).

## Награды и премии
- 1981 — Орден Дружбы народов.
- Прочие научные медали.